# Pokémon 3
Pokemon 3: Truslen fra Unown er den tredje spillefilm i Pokémon-serien. Filmen tager udgangspunkt i et sidspring fra Ashs rejse gennem Johto regionen. Filmen bliv vist i de danske biografer den 5. maj 2001 og solgte 83.165 billetter. På dansk blev introen fremført i en duet med Anders Ørsager Hansen og Yasmin Elvira Steenholdt

## Handling

### Pikachu & Pichu
Precis som de tidigare filmerna inleds det hela med en kortare film, denna gång om Pikachu och Pichu, två besläktade Pokémon.
Pikachu og de andre Pokémon efterlades i en skyskraper, mens Ash og hans venner er ude at løbe et ærinde. Pikachu forlader bygningen ved et uheld og må arbejde sammen med to Pichu-brødre, om at redde en Pokémon-legeplads og nå hjem igen, inden Ash kommer tilbage.

### Hovedfilmen
Forskeren Spencer Hale fra Greenfield har dedikeret sit liv til at undersøge og lede efter den mystiske Pokémon Unown. Lige efter at Professor Hale gjorde et kæmpe arkæologisk fund i en ældgammel ruin, forsvinder han lige pludselig uden spor. Hans femårige datter Molly efterlades alene tilbage uden hverken mor eller far. Den unge Molly forsæger at løse mysteriet om sin forsvundne far, men støder i støder i stedet på Unown, den mystiske Pokémon, som hendes far søgte, da han forsvandt.
Unown, med kraften til at manipulere virkeligheden, anvænder sin evne til at opfylde alle Mollys drømme. Med Unowns krafter forvandler den fantasifulde Molly sin familjes herregår til et krystalpalads, hvor hun lukker sig ude fra sin omverden. For at lindre sin ensomhed ønske Molly sig en ny far, hvilket Unown løder ved at fremmane det legendarisky uhyr Entei til at våge over hende.
Samtidigt er Ash Ketchum og hans mor på besøg i Greenfield. De opdager, at store dele af det smukke landskab bliver forvandlet til krystal, som nu truer med at opsluge hele det omliggende område. Molly, som nu også vil have en mor, kidnapper Ashs mor med hjælp fra Entei, og fører hende til sit palads. Sammen med sine venner bliver Ash tvunget til at indfiltrere det enorme krystalpalads, for at redde sin mor såvel som Molly fra Unowns fortryllelse.

## Stemmer
| Rolle         | Original stemme    | Dansk stemme         |
| ------------- | ------------------ | -------------------- |
| Ash Ketchum   | Rica Matsumoto     | Mathias Klenske      |
| Pikachu       | Ikue Ohtani        | Ikue Ohtani          |
| Misty         | Mayumi Iizuka      | Lulu Jacobsen        |
| Brock         | Yūji Ueda          | Peter Holst-Beck     |
| Jessie        | Megumi Hayashibara | Ann Hjort            |
| James         | Shin'ichirō Miki   | Thomas Kirk          |
| Meowth        | Inuko Inuyama      | Peter Zhelder        |
| Molly Hale    | Akiko Yajima       | Annevig Schelde Ebbe |
| Entei         | Naoto Takenaka     | Søren Christensen    |
| Spencer Hale  | Naoto Takenaka     | Søren Christensen    |
| Professor Oak | Unshō Ishizuka     | Michael Elo          |